# Chris Doleman
Christopher John Doleman, detto Chris (Indianapolis, 16 ottobre 1961 – Duluth, 28 gennaio 2020), è stato un giocatore di football americano statunitense che ha giocato nella NFL per i Minnesota Vikings, gli Atlanta Falcons ed i San Francisco 49ers dal 1985 al 1999.
È stato selezionato 8 volte per il Pro Bowl ed è stato inserito per 3 volte nella formazione ideale della stagione. In carriera ha fatto registrare 150,5 sack, ponendolo al quarto posto nella classifica di tutti i tempi. È stato inserito nella Pro Football Hall of Fame nel 2012.
È scomparso nel 2020 all'età di 58 anni a seguito di un tumore cerebrale.

## Carriera professionistica
Doleman fu scelto dai Minnesota Vikings nel primo giro (4º assoluto) del Draft NFL 1995 e iniziò la sua carriera come outside linebacker nella difesa 3-4 dei Vikings 3-4. Poco dopo la squadra cambiò usando una difesa 4-3. Questa mossa fu di gran beneficio per Doleman, il quale registrò 21 sack nella stagione 1989, il numero più alto di quella stagione ed il quarto risultato stagionale di sempre. Quei 21 sack in una singola stagione fu il record dei Vikings fino a che Jared Allen ne mise a segno 22 nel 2011. Doleman in seguito giocò per gli Atlanta Falcons e i San Francisco 49ers prima di ritornare ai Vikings nel 1999 per la sua ultima stagione.

## Palmarès

### Individuale
- Convocazioni al Pro Bowl: 8

1987, 1988, 1989, 1990, 1992, 1993, 1995, 1997
- First-Team All-Pro: 3

1987, 1989, 1992
- Second-Team All-Pro: 2

1990, 1993
- Difensore della NFC del mese: 2

dicembre 1992, dicembre/gennaio 1993
- Difensore della NFC della settimana: 4

14ª e 16ª settimana della stagione 1989, 9ª settimana della stagione 1991, 1ª settimana della stagione 1992
- PFWA All-Rookie Team - 1985
- Formazione ideale della NFL degli anni 1990
- Leader dei sack nella NFL: 1

1989
- Leader della NFL in fumble forzati: 1

1987
- Club dei 100 sack
- Pro Football Hall of Fame (Classe del 2012)
- Minnesota Vikings Ring of Honor (Classe del 2011)
- I 50 più grandi Vikings
- Squadra ideale del Mall of America Field